# Kim Woo-choong
Dans ce nom coréen, le nom de famille, Kim, précède le nom personnel.
Pour les articles homonymes, voir Kim.
Kim Woo-choong, surnommé  « Chairman Kim », né le 17 décembre 1936 à Daegu et mort le 9 décembre 2019 à Suwon, est le fondateur et ancien PDG du conglomérat industriel sud-coréen Daewoo.
En fuite depuis la faillite du groupe en 1999, il est rémunéré ensuite pour des activités de conseil par la société française Lohr.

## Biographie
Kim Woo-choong était livreur de journaux quand il était jeune ; pendant une courte période il a pratiquement été le seul soutien de sa famille[réf. nécessaire]. Il est diplômé du prestigieux lycée Kyunggi, puis a obtenu un diplôme en économie à l'université Yonsei de Séoul. Son père était l'enseignant ou le mentor de l'ancien président, Park Chung-hee, qui à son tour a soutenu Kim dans une large mesure, à la fois financièrement et commercialement.
Après avoir obtenu son diplôme de Yonsei, il est entré dans une petite entreprise, qui s'est plus tard spécialisée dans les textiles et les vêtements. Il a quitté cette position pour créer Daewoo Industries avec cinq personnes comme associés. Utilisant ses relations avec les anciens de Yonsei, il a réussi à faire de Daewoo l'un des plus importants chaebols de la deuxième moitié du XXe siècle, notamment par un grand nombre d'achat d'entreprises en difficulté. Dans les années 1990 et après 30 années d'existence, Daewoo Group était classé numéro 2 sur les actifs, numéro 3 sur les revenus[Où ?][réf. nécessaire].
Mais en raison de sa structure financière plutôt creuse[Quoi ?], même s'il était composé essentiellement de succursales à l'étranger, lorsque la crise financière asiatique survient, le groupe Daewoo est durement atteint économiquement. Il doit vendre près de 50 succursales, et se concentre sur la compagnie mère.

### Poursuites judiciaires
Kim Woo-choong a fait l’objet d’un mandat d’arrêt international d’Interpol, qui le place sur la liste rouge, à la suite de la faillite de son groupe et pour corruption : il est accusé d'avoir versé des pots de vin entre 1989 et 1993 au président sud-coréen Roh Tae-woo. Sa naturalisation française bloque un temps les poursuites[réf. nécessaire].
Il est arrêté peu après son retour en Corée du Sud le 14 juin 2005. Il présente ses excuses « d'avoir blessé la nation et accepté l'entière responsabilité de l'effondrement du groupe », ajoutant qu'il est « prêt à accepter tout ce que les autorités lui réservent », selon le Chosun Ilbo.
Le 30 mai 2006, il est condamné par la justice sud-coréenne à dix ans de prison pour fraude, détournement et transferts illicites de fonds à l'étranger, en liaison avec la faillite retentissante de Daewoo en 1999. 21 milliards de wons (16 millions d'euros) de sa fortune ont été saisis et il a été condamné à une amende de 10 millions de wons supplémentaires. En raison de ses ennuis de santé, sa peine a d'abord été réduite à 8 ans et demi ; puis le 30 décembre 2007, le président Roh Moo-hyun lui a accordé l'amnistie à l’occasion du nouvel an.
Le 9 juillet 2006, il a été mis en examen pour avoir dissimulé 115 milliards de won d’actifs. Il décide de plaider coupable, sachant déjà que le parquet ne va requérir qu'une peine de prison avec sursis à la suite de sa coopération durant l'enquête.

### Nationalité
Coréen d'origine, Kim Woo-choong obtient la nationalité française, avec sa femme et ses enfants, le 2 avril 1987. Cette naturalisation est accordée par décret « au titre de services exceptionnels rendus à la France ». Le décret est signé par Philippe Séguin, alors ministre des Affaires sociales et de l'Emploi sous le gouvernement de Jacques Chirac (1986-1988).

## Décoration
Alain Juppé l'a fait commandeur de la Légion d'honneur le 28 mai 1996

## Publication
- Tous les chemins sont pavés d'or, 1995[9]